# Отворени подаци
Отворени подаци представљају концепт у коме одређени подаци треба да буду слободно доступни свима, на коришћење и поновну употребу, без ауторских или било каквих других ограничења. У складу са принципима других иницијатива/покрета, као што су Софтвер отвореног кода, подаци отвореног садржаја и других, који промовишу предности отвореног приступа и дељења информација, тако и иницијатива отворених податка дефинише основне форме комерцијалне и некомерцијалне употребе и размене података, уз поштовање одређених правила кроз одговарајуће лиценцирање сваког скупа података. Отворени подаци могу бити повезани и са принципима покрета Отворене науке, па постоји и посебна категорија отворених података - отворени истраживачки подаци.
Под појмом отворених података најчешће се мисли на табеларне и текстуалне податке, које стварају државне институције. Али појам се подједнако користи и да се представе информације које се односе на концепте као што су мапе, хемијска једињења, геном, математичке и научне формуле, медицински подаци.
Приступ и начин баратања подацима прецизира организација која је створила скуп, кроз ограничење приступа, дефинисање лиценци, прописивање ауторских права, патената и накнаде за поновно коришћење. Активисти иницијативе отворених података тврде да су ограничења лоша и да подаци треба да буду доступни без ограничења и/или накнаде, како за употребу у првобитном облику тако и за даље поновно коришћење и измене.
Типичан приказ потребе за отвореним подацима
Бројни научници су истакли иронију да у историјском тренутку када имамо развијене технологије да учинимо научне податке доступне широм света, проширимо сарадњу и убрзамо темпо и ширину открића … ми смо заузети закључавањем података и спречавањем употребе одговарајућих напредних технологија заснованих на знању.John Wilbanks
Ствараоци података често не разматрају потребу да истакну власништво, лиценце и услове поновног коришћења. Међутим, недостатак лиценце отежава да се утврди статус скупа података и може да ограничи коришћење података који се нуде у отвореном духу.

## Отворени подаци доступни на вебу

### Отворени подаци, отворени садржај
Део садржаја или података је отворен ако свако може слободно да га користи, поново употреби и редистрибуира — једино под условом да наведе аутора и/или дели под истим условима.

## Облици отворених података
Облици у којима су расположиви подаци доступни на WEB-u su:
- фајлови са подацима: pdf, excel, csv, xml, json
- подаци у базама расположиви посредством (углавном RESTful) Web сервиса/API-a

статички подаци — нпр. демографски и економски подаци које нуди World bank
data streams — нпр. подаци које обезбеђује IoT платформе (xively Архивирано на веб-сајту  (7. мај 2014) OpenSense)
- подаци у базама података и базама знања доступни за директно скидање (Download) (Нпр.FeedbaseGeoNames и сл.).
- подаци уметнути у Web странице (microdata, RDFa, microformats)

### Велики подаци
Велики подаци су подаци великог обима, високих брзина, и/или веома разноврсних информационих средства, који захтевају да буду омогућени нови облици обраде, чиме се побољшава доношење одлука, откривање нових схватања и оптимизацију процеса.

### Примери отворених података
- Music Brainz
- Open Street Map
- Open Data exposed by World Bank
- Open Cultural Data
- Open GLAM

## Отворене платформе података
Обезбеђују приступ:
- подацима
- алатима за упознавање са подацима
- апликацијама развијеним коришћењем расположивих података

### Примери отворене платформе података
- DataMob
- Socrata
- Facutal
- Ckan
- Ckan Srbija

## Отворени подаци за стварање личних дигиталних асистената
Примери дигиталних личних асистената:
- Siri
- Google Now
- Evi
- Skyvi

## Аргументи за и против отворених података
Дебата о јавним подацима се још увек развија. Најбоља апликација Отворена Влада тражи да оснажи грађане да помогну малим предузећима, или да ствара вредност у неком другом позитивном, конструктивном начину.

### Аргументи за
Аргументи направљени на име отворених података обухватају следеће:
- „Подаци припадају људској раси.” Типични примери су геноми, подаци о организмима, медицинске науке, еколошких података након Архуске конвенције.
- Јавни новац је коришћен за финансирање рада и тако би требало да буде универзално доступан.[3]
- Спонзори из истраживања не добијају пуну вредност, осим ако су настали подаци слободно доступни.
- Ограничења података поновне употребе ствара супротности.
- У научним истраживањима, стопа открића повећана бољим приступом подацима.[4]

Генерално се сматра да чињенични подаци не могу бити заштићени ауторским правима. Упркос томе, издавачи често дају ауторске изјаве (често забрањују поновно коришћење) на научним подацима пратећим публикацијама. Према томе, може бити нејасно да ли су чињенични подаци који су уграђени у пуном тексту део ауторских права.

### Аргументи против
Сви подаци су доступни као Јавни подаци и обухватају следеће:
- Финансирање Владе не може да се користи за дуплирање или оспоравање активности приватног сектора.
- Приход који објављивањем података дозвољава непрофитне организације за финансирање других активности (нпр. уважено издавачко друштво подржава друштво).
- Влада даје специфичан легитимитет појединим организацијама да се опорави од трошкова (НИСТ у САД, убојних Анкете у Великој Британији).
- Забринутост у вези са приватношћу може да захтева да приступ подацима буде ограничен на одређене кориснике или на подскупове података.
- Спонзори не добијају пуну вредност, осим ако им се подаци користе на одговарајући начин.